# Colt Express
Colt Express è un gioco da tavolo in stile tedesco di Christophe Raimbault pubblicato nel 2014 dall'editore francese Ludonaute. Ogni giocatore rappresenta un bandito che a bordo di un treno dovrà depredare i passeggeri dei loro soldi e gioielli e diventare al termine della partita il fuorilegge con la refurtiva di più alto valore.
Nel 2015 il gioco ha vinto numerosi premi dedicati ai giochi da tavolo: il prestigioso Spiel des Jahres in Germania, il Gioco dell'Anno in italia, il Juego del Año in Spagna e il premio As d'Or - Jeu de l'Année in Francia.

## Il gioco
Ogni giocatore sceglie uno dei personaggi disponibili, ognuno con una propria abilità, collocando davanti a sé la relativa plancia e dove posizionerà le proprie carte azione (movimento del proprio bandito, salire o scendere dal tetto, movimento dello sceriffo, fuoco, rapina e pugno), la carta personaggio e le carte proiettile. Il tabellone del gioco è formato da vagoni tridimensionali che dovranno essere posizionati al centro del tavolo in un numero uguale a quello dei giocatori e ai quali verrà aggiunta la locomotiva. Su ogni vagone andranno posizionati i vari bottini indicati (possono essere sacchetti, gioielli oppure borse), mentre sulla locomotiva andrà posizionato un bottino borsa oltre alla pedina sceriffo. Le pedine banditi andranno posizionate sull'ultimo o penultimo vagone a seconda che il giocatore occupi un numero di posto pari o dispari. Si crea il mazzo dei round scegliendo quattro carte delle sette disponibili e aggiungendo alla fine una delle tre carte stazione del treno. Una partita quindi sarà formata da cinque round. Ogni round si compone di due fasi: nella prima i giocatori programmano le loro azioni mentre nella seconda si risolvono.
All'inizio di ogni round il giocatore sceglie sei delle dieci carte azione e si scopre quindi la prima carta round che indicherà di quanti turni è composta questa fase. Per ogni turno andrà giocata una carta che andrà a comporre il mazzo comune oppure si può incrementare la mano pescando ulteriori tre carte dal mazzo azione. Una volta giocate tutte le carte si passa alla seconda fase. Il mazzo comune viene girato e tutte le carte azione vengono risolte una ad una riproducendo gli effetti. Le carte azione vengono riconsegnate ai rispettivi giocatori insieme ad eventuali carte proiettile in caso dei giocatori abbiano giocato la carta fuoco. Si comporranno di nuovo le proprie azioni e si darà vita ad un nuovo round. La partita termina alla risoluzione delle azioni della quinta carta round e vince il giocatore che ha accumulato il bottino con il valore più alto.

## Espansioni
Nel 2015 viene pubblicata la prima espansione del gioco dal titolo "Cavalli e diligenza" che introduce una diligenza tridimensionale dove sono nascosti bottini e ostaggi che i banditi potranno prendere e una serie di cavalli che permettono ai banditi di muoversi più velocemente tra i vagoni del treno o per raggiungere la diligenza.
Nel 2016 viene pubblicata la seconda espansione dal titolo "Sceriffo e prigionieri" che introduce un nuovo bandito e la fazione dello sceriffo (nella versione base lo sceriffo si muove solo per effetto delle carte azione giocati dai vari giocatori) che avrà degli obiettivi da raggiungere prima della fine della partita. Inoltre viene introdotto un nuovo vagone prigione che permetterà allo sceriffo di ottenere abilità aggiuntive.

## Premi e riconoscimenti
Il gioco ha vinto i seguenti premi e avuto i seguenti riconoscimenti:
- 2014
  - Golden Geek Best Thematic Board Game: finalista;
  - Golden Geek Best Innovative Board Game: finalista;
  - Golden Geek Best Family Board Game: finalista;
  - Golden Geek Best Board Game Artwork & Presentation: finalista.
- 2015
  - Spiel des Jahres: vincitore;
  - Juego del Año: vincitore
  - As d'Or - Jeu de l'Année: vincitore;
  - Gioco dell'Anno: vincitore;
  - Lys Grand Public: vincitore;
  - Hungarian Board Game Award: vincitore;
  - Gouden Ludo: vincitore;
  - Tric Trac de Bronze.

La prima espansione ha vinto i seguenti premi e avuto i seguenti riconoscimenti:
- 2015
  - Golden Geek Best Board Game Expansion: finalista
- 2016
  - UK Games Expo Best Expansion: vincitore